# Teleportáció
A teleportáció egy feltételezett művelet anyag, energia és információ átvitelére két térbeli ponthalmaz között valamilyen sugárzás vagy fázisátmenet használatával, a tárgyak szokásos mozgásának sebességét jelentősen meghaladó módon. A teleportációt megvalósító eszköz a teleport.
A teleport egy fantasztikus eszköz, ami tárgyak térbeli és (gyakorlatilag) azonnali áthelyezésére szolgál, miközben a tárgy a kiindulási helyen lebomlik ill. megszűnik létezni, de a rendeltetési helyen az átsugárzott információ alapján egy (viszonylag) tökéletes másolat képződik.
A tudományos-fantasztikus irodalomban előszeretettel használják az eszközt, valamint az átviteli műveletre alkotott 'teleportáció' kifejezést.
Stanisław Lem lengyel tudományos-fantasztikus szerző Summa Technologiae c. művében (6. Fantomológia; Személyiség és információ r.) részletesen elemzi a teleportáció műveletét és technikáját, amely során két alapvető csoportba osztja a teleportációs eszközöket: destruktív és nemdestruktív eszközökre. A nemdestruktív teleportációs eszközök bonyolult társadalmi problémákat vetnek föl, mivel általuk lehetséges az eredetivel egyező tökéletes másolat(ok) készítése, ami megkérdőjelezi a kapitalista berendezkedés létjogosultságát. A destruktív eszközök ellenben filozófiai problémákat vetnek föl, pl. a céltárgy - ami alkalmas esetben élőlény vagy akár ember is lehet - azonos marad-e, vagy mennyire marad azonos a kiinduló tárggyal? A testtel együtt vajon a lélek is teleportálódik? Lehet-e másolni a lelket?
A fogalmat a tudományos-fantasztikus irodalomból a tudományok is átvették, így pl. a kvantumfizika is kutatja a kvantumteleportáció jelenségét.
Egy elképzelés a féregjáratokat egyféle teleportációs eszköznek tekinti.

## Teleportáció a művészetben
A sci-fi irodalomban és filmművészetben gyakran visszatérő elem vagy képesség, melynek segítségével a szereplők sokkal gyorsabban képesek utazni, megmagyarázva ezzel a fénynél nagyobb sebességgel történő utazás problémáját.
Híres személyek, akik képesek a teleportációra:
- Q (Star Trek)